# 聯合特遣部隊—堅決行動
联合特遣部队－坚决行动，又译作堅定決心行動聯合特遣部隊（英語：Combined Joint Task Force - Operation Inherent Resolve，縮寫：CJTF-OIR），是一支由美軍和聯軍組成的部隊，投入在伊拉克與敘利亞的對伊斯蘭國戰鬥中。當前特遣隊的行動名稱「堅定決心」，是由美國國防部命名。

## 另見
- 對伊斯蘭國的軍事打擊
- 伊拉克战争多国部队
- 駐阿富汗國際維和部隊
- Category:Joint task forces of the United States Armed Forces（英语：Category:Joint task forces of the United States Armed Forces）：美軍的各聯合特遣部隊（分類，英文）

## 外部連結
- 聯合特遣部隊—堅決行動的X（前Twitter）